# Імре Кертес
Імре Кертес (угор. Kertész Imre, 9 листопада 1929, Будапешт — 31 березня 2016, Будапешт) — угорський єврейський письменник, лауреат Нобелівської премії з літератури за 2002 рік «за опис тендітного і крихкого досвіду боротьби індивіда проти варварського деспотизму історії» в своєму першому романі «Знедолені».

## Біографія
Імре Кертес народився 9 листопада 1929 у Будапешті. У віці 14 років він разом з іншими угорськими євреями був ув'язнений у концтаборі Аушвіц, а потім у Бухенвальді, звідки його було звільнено у 1945-му. Після війни (з 1948) працював у будапештській газеті «Világosság», але був звільнений у 1951 р. після того як газета стала дотримуватися лінії партії. Після двох років військової служби Кертес став незалежним письменником та перекладачем німецьких авторів.
Досвід перебування у концтаборах лежить в основі всього написаного Кертесом пізніше.
31 березня 2016 року помер після тривалої хвороби.

## Твори
Найвідоміші два романи Кертеса:
- «Sorstalanság» / «Знедолені» (1975, екранізовано 2005)
- «Kaddis a meg nem született gyermekért» / «Кадиш для ненародженої дитини» (1990)

Кертес — автор декількох книг есеїстики. Крім того, він перекладав німецькомовну художню і філософську прозу (Фрідріха Ніцше, Зигмунда Фрейда, Людвіга Вітгенштейна, Еліаса Канетті, Йозефа Рота).
Його власні твори перекладені багатьма мовами світу, включаючи китайську.

## Літературні нагороди
Літературні нагороди Імре Кертеса :
- Brandenburger Literaturpreis 1995
- Leipziger Buchpreis zur Europäischen Verständigung 1997
- Herder-Preis und the WELT-Literaturpreis 2000
- Ehrenpreis der Robert-Bosch-Stiftung 2001
- Hans Sahl-Preis 2002
- Нобелівська премія з літератури 2002